# 集まれパフォーマー!放課後テレビ
集まれパフォーマー!放課後テレビ（あつまれ-ほうかご）は、2003年5月31日から2005年3月12日までNHKBS2で放送されていたテレビ番組。

## 概要
地元の子どもたちが収録会場で隊長（志村けん、加藤茶）たちとパフォーマンスを披露してもらう番組。
2003年度に4回放送、2004年度は『BSあなたのステージ』枠内で月1回・年12回放送された。

## 放送時間
- NHKBS2 土曜18:00-18:53

## 出演者
隊長（交互出演）
- 志村けん
- 加藤茶

隊員
- ルート33
- アメリカザリガニ（2003年度）
- T・K・O（2004年度）

## 放送リスト
| 放送日         | 隊長     | ゲスト       | 地域             |
| -------------- | -------- | ------------ | ---------------- |
| 2003年05月31日 | 志村けん | ラッキィ池田 | 鹿児島県阿久根市 |
| 2003年09月27日 | 志村けん | 石原詢子     | 栃木県粟野町     |
| 2003年11月29日 | 志村けん | 伍代夏子     | 愛媛県宇和島市   |
| 2004年02月28日 | 志村けん | 田川寿美     | 和歌山県串本町   |
| 2004年05月01日 | 志村けん | 島津亜矢     | 熊本県菊池市     |
| 2004年06月05日 | 加藤茶   | 大泉逸郎     | 山形県河北町     |
| 2004年07月03日 | 加藤茶   | 神野美伽     | 大阪府松原市     |
| 2004年07月24日 | 志村けん | 多岐川舞子   | 福井県勝山市     |
| 2004年08月07日 | 志村けん | 林あさ美     | 北海道倶知安町   |
| 2004年09月11日 | 志村けん | 伍代夏子     | 長野県小布施町   |
| 2004年10月16日 | 加藤茶   | 中島啓江     | 埼玉県毛呂山町   |
| 2004年11月06日 | 加藤茶   | 香西かおり   | 香川県直島町     |
| 2004年12月04日 | 志村けん | 石原詢子     | 奈良県斑鳩町     |
| 2005年01月08日 | 加藤茶   | 森口博子     | 山口県宇部市     |
| 2005年02月05日 | 加藤茶   | 神野美伽     | 沖縄県佐敷町     |
| 2005年03月12日 | 志村けん | 坂本冬美     | 愛知県長久手町   |